# هورلیفکا
هورلیفکا (به اوکراینی: Го́рлівка) شهری در استان دونتسک در کشور اوکراین است. جمعیت این شهر ۲۴۱,۱۰۶ نفر (۲۰۲۱ تخمینی) است.